# Amathia vermetiformis
Amathia vermetiformis är en mossdjursart som beskrevs av Harmer 1926. Amathia vermetiformis ingår i släktet Amathia och familjen Vesiculariidae. Inga underarter finns listade i Catalogue of Life.